# Francesco Battaglia (Architekt)
Francesco Battaglia (* 1701 in Catania; † 1788 ebenda) war ein italienischer Architekt des Spätbarock auf Sizilien.

## Leben
Battaglia war einer der Architekten, die nach dem schweren Erdbeben von 1693 im Val di Noto (Verwaltungseinheit im Südosten Siziliens) die dortigen Städte wieder aufbauten und ihnen ihr unverwechselbares barockes Aussehen gaben.
Er war zunächst als Ornamentbildhauer („incisor lapidum“) auf Baustellen in Catania tätig. An den Vorbildern der in der Region wirkenden Architekten wie Giovanni Battista Vaccarini (1702–1768) und durch das Studium von theoretischen Schriften über Architektur wie Giovanni Biagio Amicos Werk „L’Architetto Pratico“ bildete er sich zum Architekten heran.
Sein Name taucht in Catania erstmals 1732 im Zusammenhang mit dem Benediktinerkloster San Nicolò l’Arena auf. 1747 entwarf er als Nachfolger des Architekten Andrea Amato die Sakristei der Klosterkirche. Stilistisch unterschied er sich von Vaccarini, indem er in Richtung des römischen Klassizismus tendierte. 1755 stürzten Teile der Kirche wegen Konstruktionsmängeln ein. Die Bauleitung ging darauf an Giuseppe Palazotto (1702–1764) über.
Es folgten zahlreiche Bauten im Val di Noto. Ab 1765 arbeitete Battaglia mit dem polnischen Architekten Stefano Ittar (1724–1790) zusammen, der über Rom nach Catania gekommen war und als Nachfolger Palazzottos die Bauleitung im Benediktinerkloster übernahm. 1767 heiratete Ittar Battaglias Tochter Rosaria.
1773 wurde Battaglia zum städtischen Architekten ernannt, und 1779 erhielt er den Lehrstuhl für praktische Geometrie und Architektur an der Universität Catania.
Sein ebenfalls als Architekt wirkender Sohn Antonio Battaglia (* um 1750; † um 1815) schuf in Catania unter anderem die Kirchen Sant’Agata alla Fornace und Sant’Agostino sowie die Fassade der Kirche della Purità.

## Werke (Auswahl)
- San Nicolò l’Arena: Bauleitung als Nachfolger von Andrea Amato (ab 1732), Entwurf der Sakristei (1747)
- Chiesa della Santissima Trinità (Catania): ab 1745
- Basilica di San Filippo d’Agira (Aci San Filippo): ab 1759
- Chiesa madre (Aci Castello): Fertigstellung (1760)
- San Michele ai Minoriti (Catania): Entwurf (1760)
- Santo Stefano (Caltagirone): 1762
- Palazzo Biscari (Catania): nach dem Tod von Giuseppe Palazotto Bauleitung für die Erweiterung (1764)
- San Nicolò (Militello in Val di Catania): um 1755, Glockenturm (1765)
- Chiesa madre (Caltagirone): Wiederherstellung (1766)
- Chiesa del Carmine (Catania): Entwurf der Fassade (1766), Zuschreibung
- Porta Garibaldi, früher Porta Ferdinandea (Catania): gemeinsam mit Stefano Ittar (1768)
- Piazza San Filippo (Catania): 1768/69
- Chiesa di San Camillo (Catania): Entwurf
- Chiesa Santa Maria del Monte (Caltagirone): Wiederaufbau nach Entwurf von Battaglia
- Tondo Vecchio (Caltagirone)
- Chiesa di San Giuseppe (Aci Catena)
- Santa Maria della Stella (Militello in Val di Catania)